# Carletonia panamensis
Carletonia panamensis is een vliesvleugelig insect uit de familie Eucharitidae. De wetenschappelijke naam is voor het eerst geldig gepubliceerd in 2002 door Heraty.